# Aspidistra brachystyla
Aspidistra brachystyla är en sparrisväxtart som beskrevs av Leonid Vladimirovitj Averjanov och Tillich. Aspidistra brachystyla ingår i släktet Aspidistra och familjen sparrisväxter. Inga underarter finns listade i Catalogue of Life.